# Episodi di The Venture Bros. (quarta stagione)
La quarta stagione della serie animata The Venture Bros., composta da 16 episodi, è stata trasmessa negli Stati Uniti, da Adult Swim, dal 18 ottobre 2009 al 21 novembre 2010.
In Italia la stagione sarà trasmessa nel 2024
| nº            | Titolo originale                      | Prima TV USA      |
| Prima parte   | Prima parte                           | Prima parte       |
| ------------- | ------------------------------------- | ----------------- |
| 1             | Blood of the Father, Heart of Steel   | 18 ottobre 2009   |
| 2             | Handsome Ransom                       | 25 ottobre 2009   |
| 3             | Perchance to Dean                     | 1º novembre 2009  |
| 4             | Return to Malice                      | 8 novembre 2009   |
| 5             | The Revenge Society                   | 15 novembre 2009  |
| 6             | Self-Medication                       | 22 novembre 2009  |
| 7             | The Better Man                        | 6 dicembre 2009   |
| 8             | Pinstripes & Poltergeists             | 13 dicembre 2009  |
| Seconda parte |                                       |                   |
| 9             | The Diving Bell Vs. The Butter-Glider | 12 settembre 2010 |
| 10            | Pomp and Circuitry                    | 19 settembre 2010 |
| 11            | Any Which Way But Zeus                | 26 settembre 2010 |
| 12            | Everybody Comes to Hank's             | 3 ottobre 2010    |
| 13            | Bright Lights, Dean City              | 10 ottobre 2010   |
| 14            | Assisted Suicide                      | 17 ottobre 2010   |
| 15            | The Silent Partners                   | 24 ottobre 2010   |
| 16            | Operation: P.R.O.M.                   | 21 novembre 2010  |

## Blood of the Father, Heart of Steel
- Titolo originale: Blood of the Father, Heart of Steel
- Scritto da: Doc Hammer e Jackson Publick

### Trama
All'indomani della battaglia tra l'O.S.I. e Monarch, Brock si ritrova a bordo di una delle unità mediche dell'O.S.I., in particolare la loro unità di lavaggio del cervello, e con la testa di H.E.L.P.eR conficcata nel petto. I medici affermano che non ci sono altre unità mediche disponibili e Brock scappa via con H.E.L.P.eR. Al Sergente Hatred viene somministrato un prodotto chimico prima di essere reclutato nuovamente nell'O.S.I. e assunto come nuova guardia del corpo dei Venture. Nel frattempo, Brock si dirige in Macaronesia per incontrare il medico che ha operato Gathers nel tentativo di rimuovere H.E.L.P.eR dal suo petto. L'operazione si rivela un successo e invia H.E.L.P.eR al complesso dei Venture prima di fare visita a Steve Summers e Sasquatch e organizzare un attacco agli Assassini dei Cuori Neri. Durante il tentativo di infiltrarsi nel complesso, Brock si imbatte in un agente della SPHINX, interrompendo un incontro tra Molotov e Gathers e un'operazione SPHINX. Dopo essersi ripreso dall'intervento, Brock inizia a rendersi conto cosa ha fatto scatenare la faida e scopre che Hunter Gathers non è più una donna e che ha riformato SPHINX. Come parte di una trama parallela, Scagnozzo 21, dopo aver formato un gruppo LARP, commissiona al Dott. Venture di clonare 24 offrendogli la sua copia di Marvel Comics #1 come garanzia, del valore di 500.000 dollari. Allo stesso tempo, Venture viene assunto da un gruppo di "falsi" nazisti per clonare Hitler da un bulldog che contiene il suo spirito. Alla fine, Hank e il Sergente Hatred mantengono le loro posizioni da cecchino per salvare il Dott. Venture, il quale si è rifiutato di clonare Hitler. Dott. Orpheus, con H.E.L.P.eR nel suo nuovo corpo ambulante, dice a Dean di uccidere Hitler con un pugnale magico, tuttavia il ragazzo rifiuta e Hitler scappa. Mentre Orpheus uccide i nazisti, Hitler va incontro ad Hank, tuttavia viene ucciso con lo stesso pugnale magico da Brock.

## Handsome Ransom
- Titolo originale: Handsome Ransom
- Scritto da: Jackson Publick

### Trama
Monarch tenta di trattenere Hank e Dean per un riscatto, tuttavia il suo piano viene sventato dall'arrivo del suo vecchio nemico, Capitano Sunshine, che porta via Hank. Arrabbiato con Rusty (e affermando di non avere un padre), Hank viene reclutato dal Capitano Sunshine per essere il suo nuovo Wonder Boy. Il maggiordomo di Sunshine ha dei sospetti e accompagna Hank per diventare il nuovo Wonder Boy. Mentre Monarch cerca ancora di riscuotere il riscatto, Rusty escogita un piano per salvare i ragazzi e decide di restringere il Sergente Hatred, nascondendolo in una borsa piena di soldi che Pete White e Billy Quizboy hanno vinto da una recente causa. Monarch riesce comunque a prendere i soldi, tuttavia Dott. Girlfriend lo avverte che poiché non hanno Hank, è costretto a restituire i soldi secondo lo statuto del Sindacato. Nonostante ciò, rivela che è riuscita a isolare la radiazione unica emessa dal Capitano Sunshine e che ha escogitato un modo per rintracciarlo e sconfiggerlo. Dopo aver rintracciato Sunshine nella sua villa, i due scoprono che Venture, Pete White e Billy hanno fatto lo stesso, entrambi alla ricerca di Hank, contrastando in qualche modo i piani di Monarch. Quando Sunshine si precipita verso casa sua, Monarch usa il dispositivo creato da sua moglie per ucciderlo, tuttavia al contrario gli conferisce energia e Sunshine sconfigge Monarch. Mentre tenta di attaccare Rusty, Pete e Billy, Hank lo ferma affermando che non può essere il suo Wonder Boy e decide di tornare a casa con suo padre.

## Perchance to Dean
- Titolo originale: Perchance to Dean
- Scritto da: Jackson Publick

### Trama
Dean scopre di star perdendo i suoi capelli, tuttavia Rusty lo indottrina nella sua carriera di super scienziato, ispirandosi a vari album di rock progressivo. Nel frattempo, un clone di Dean deforme e presumibilmente abortito chiamato D-19 sta vivendo nella soffitta del complesso e Hank scopre un "santuario decano" creato dal clone. D-19 ha allucinazioni che Rusty diventi il nuovo Dean se crea una tuta con i molti cloni di Dean morti. Quando un corriere arriva per consegnare una grande scorta di esplosivo al plastico al Sergente Hatred (che ha intenzione di usarlo per richiamare l'attenzione del Dott. Venture) trova una tomba aperta contenente i cloni di Dean e crede che qualcosa di sinistro stia accadendo nel complesso. Hank nel frattempo è in punizione, tuttavia riceve la visita di Dermott, ei due scatenano il caos nel complesso. Hank colpisce uno dei cloni di Dean morti con la sua auto e credendo di aver ucciso suo fratello, scappa di casa. Ciò porta a danneggiare anche il cadavere che D-19 stava usando per completare la sua tuta e insegue il "vero" Dean per ottenere un sostituto. Dean crede che D-19 sia il risultato di un esperimento fallito e fugge dal clone deformato. La polizia arriva per chiudere il complesso su insistenza dell'uomo dell'UPS. D-19 mette all'angolo Dean, tuttavia ha allucinazioni durante le quali crede che il Dott. Venture lo abbia accettato come "il vero Dean". D-19 abbraccia uno dei tanti richiami esplosivi del Dott. Venture e viene distrutto nel processo. Il vero Dott. Venture viene successivamente arrestato e incolpa Hank per la disfatta.

## Return to Malice
- Titolo originale: Return to Malice
- Scritto da: Doc Hammer

### Trama
Dopo la morte di 24, Scagnozzo 21 è diventato il più temibile e abile degli scagnozzi di Monarch in seguito a una lunga serie di addestramento per diventare un combattente migliore. Dott. Girlfriend avverte Monarch che 21 potrebbe comportarsi in modo strano, tuttavia Monarch è soddisfatto di come tutti i suoi scagnozzi si comportano sotto la guida di 21. In seguito 21 decide di rapire Hank e Dean, avendo finalmente successo dopo che i due si sono stancati delle varie esercitazioni di rapimento del Sergente Hatred. Proprio mentre Monarch e Dott. Girlfriend si preparano a dormire, Monarch ha improvvisamente una reazione allergica per ciò che hanno mangiato a cena e il suo viso si gonfia. Nel frattempo, Dott. Girlfriend riceve anche una chiamata dal Sergente Hatred che crede che 21 abbia rapito i ragazzi. Venture e Hatred si infiltrano a Malice per tentare un salvataggio da soli, mentre 21 cerca di interrogare i ragazzi, che rivelano di non sapere nulla di ciò che è successo a 24 e che sono semplicemente infastiditi dalla situazione. 21 li lascia andare e prendono un taxi per tornare a casa con l'aiuto di Monarch. Sulla strada per salvare i ragazzi, Hatred e Venture passano accanto alla vecchia casa di Hatred solo per trovare la Principessa Piccolo Piede impegnata in giochi di sadomaso con il soldato Schwa, uno degli ex scagnozzi di Hatred. Con l'odio sopraffatto dal dolore, Venture trova Dott. Girlfriend, ei due ricordano i vari abitanti di Malice, finché lei non chiede se ha mai provato a chiamare i ragazzi, con suo grande dispiacere. Hank rivela che i due sono tornati a casa sani e salvi. Dopo essere stato cacciato dal bar per la sua faccia anafilattica, Monarch trova 21 ei ragazzi che si lamentano della morte di 24, prima di rimproverarlo per averli rapiti. Di ritorno nella sua stanza, una mano cancella i Venture Bros dall'elenco dei responsabili della morte di 24, quando 21 torna per scoprire che il cranio di 24 si è spostato da solo.

## The Revenge Society
- Titolo originale: The Revenge Society
- Scritto da: Doc Hammer

### Trama
Il Sindacato delle Cattive Intenzioni viene attaccato da un folle Phantom Limb, che ora si fa chiamare "Vendetta", rapendo Mantello Rosso del Consiglio dei 13 nel processo. Con l'aiuto di Billy Quizboy rapito, la testa di Dragoon viene attaccata chirurgicamente a Mantello Rosso per salvare la vita dei due. Si scopre che Phantom Limb ha formato la Società della Vendetta, un gruppo malvagio rivale composto da lui stesso; una tazza da caffè che ha chiamato Wisdom, un tostapane che ha chiamato Chuck e una scarpa di nome Lady Nightshade. Mentre organizza un piano per rubare l'Orb ai Venture, Billy rivela di sapere dove è tenuto. Watch e Ward del Sindacato informano David Bowie (nelle vesti del Sovrano) del rapimento dei due Consiglieri e Bowie si dirige al Venture Compound per impedire a Phantom Limb di portare a termine il suo piano. I Consiglieri portano Billy nel complesso per trovare l'Orb, lasciando Billy indietro una volta che lo trovano. Altrove, Hank sta portando Hatred in un infruttuoso inseguimento sotto il Compound, mentre David Bowie trova il Dott. Venture e Dean. Nello scontro finale, Phantom Limb chiede il controllo del Sindacato, rivendicando suo nonno Fantômas come suo leader, quando Bowie dice che l'uomo era un usurpatore e il vero erede del Sindacato è in realtà Dean Venture, poiché l'antenato dei Venture era il suo fondatore. Phantom Limb si prepara a usare l'Orb, tuttavia scopre che non funziona. Phantom Limb viene catturato e Dragoon e Mantello Rosso si tengono l'Orb per sé.

## Self-Medication
- Titolo originale: Self-Medication
- Scritto da: Jackson Publick

### Trama
Nel mezzo di un attacco di Monarch, l'allarme di promemoria del Dott. Venture suona e decide di annullare l'attacco usando lo statuto del Sindacato per permettergli di partecipare al suo gruppo di terapia. Il gruppo, composto dagli altri ex ragazzi avventurieri Action Johnny, Ro-Boy e Wonder Boy, stanno cercando di superare il loro passato violento; tuttavia, il loro terapeuta viene improvvisamente ucciso da un serpente. Johnny crede che ci sia qualcuno dietro la morte del terapeuta e conduce il gruppo in un bar frequentato da ex scagnozzi, provocando una rissa. Johnny quindi conduce il gruppo a casa del Dott. Z, dove ora si è sistemato con sua moglie, che rivela che il gruppo deve lasciare andare il proprio passato se vuole andare avanti. Il Dott. Venture lo prende a cuore e decide di andarsene. Altrove, Hatred porta i ragazzi fuori a vedere un film, tuttavia il cinema è pieno di bambini, il che inizia a far manifestare i suoi impulsi pedofili. Poiché non ha più il Nomolestol, la sostanza chimica che tiene in linea i suoi impulsi, i ragazzi escogitano un piano per recuperarlo, il tutto con l'aiuto degli scagnozzi di Monarch.

## The Better Man
- Titolo originale: The Better Man
- Scritto da: Doc Hammer

### Trama
Un combattimento tra l'Ordine della Triade e Torrid fa creare un portale per il Secondo Mondo. L'Ordine non è in grado di sconfiggere la bestia, finché non appare Outrider e non li salva. Il Dott. Orpheus è determinato a capire come Outrider sia in grado di passare nel Secondo Mondo, mentre Jefferson si lamenta di essere l'unico del loro gruppo a non avere abilità magiche. Quando Outrider viene attaccato ancora una volta da Torrid, Orpheus scopre di aver preso una scorciatoia per entrare nel Secondo Mondo e chiede a Billy di aiutarli a scoprire perché. Billy scopre un artefatto magico nel cranio di Outrider e lo rimuove, intrappolando Orpheus, Alchemist e Billy nel Secondo Mondo con Outrider. Tuttavia, Jefferson ha apparentemente sviluppato la capacità di stare tra i mondi e li aiuta a tornare nel mondo fisico. Durante questo periodo, Triana entra nel suo armadio e trova la camera che contiene il Maestro che la informa della vera natura di Dean, implorandola di andare a vivere con sua madre e Outrider per diventare una vera maga. Alla fine, Triana lascia il complesso, in modo da non spezzare il cuore di Dean, mentre Orpheus capisce perché sua moglie lo ha lasciato.

## Pinstripes & Poltergeists
- Titolo originale: Pinstripes & Poltergeists
- Scritto da: Doc Hammer

### Trama
Monarch decide di collaborare con Monstroso, un membro del Sindacato e spietato avvocato nel suo nuovo piano per sconfiggere il Dott. Venture. Ciò è un tentativo di costringere i Venture a rinunciare al loro complesso poiché ha affermato che se una certa percentuale di terreno non è quella in uso, allora Monstroso ottiene il terreno. Tuttavia, 21, con l'apparente fantasma di 24 che lo guida, inizia a sospettare che qualcosa stia succedendo e scopre che Monstroso ha tradito Monarch e che otterrà anche tutti i suoi beni. Mentre Venture ha in programma di affittare un terreno a Pete White e Billy Quizboy, scoprono che uno degli edifici del Complesso è occupato dalla SPHINX che ha nascosto le azioni di Monstroso a Brock nel tentativo di tenerlo lontano dai Venture. 21 decide di prendere in mano le cose, infiltrandosi nel Venture Compound per fermare Monstroso, tuttavia si imbatte in Brock. I due combattono e dopo la perdita di 21, decidono di allearsi per attaccare insieme Monstroso e fermare i suoi piani di prendere sia il Venture Compound che i beni di Monarch.

## The Diving Bell Vs. The Butter-Glider
- Titolo originale: The Diving Bell Vs. The Butter-Glider
- Scritto da: Jackson Publick

### Trama
Monarch e Dott. Girlfriend celebrano il compleanno di Re Gorilla, uscito di recente dal carcere. Quando il Dott. Venture si ritrova improvvisamente paralizzato e con il sottomarino dei Venture scomparso, si dirigono alla S.P.H.I.N.X. e lo trovano. Usano il sottomarino per fare un viaggio (in stile Viaggio allucinante) nel corpo di Rusty per trovare la fonte del problema, costringendo la S.P.H.I.N.X. a unirsi in loro aiuto perché i ricordi a lungo termine dei ragazzi sono influenzati dal costante lavaggio del cervello ogni volta che ritrovano il quartier generale della S.P.H.I.N.X. All'interno del Dott. Venture, Brock, Shore Leave, Hank e Dean scoprono un coagulo formato dall'X-3, il sottomarino dei Venture, con i cadaveri dei settimi cloni di Hank e Dean. Brock ei ragazzi prendono l'X-3, mentre Shore Leave torna indietro. Altrove, Monarch è ossessionato del suo "Butter-Glider", un nuovo dispositivo di volo personale a tema farfalla, e manda Scangnozzo 21 ad attaccare il complesso dei Venture, con la sola presenza di Hatred. Quando Hatred viene sottomesso, Monarch si unisce al gruppo e cerca di attaccare un incosciente Venture, che, grazie all'X-3 dentro di lui, riesce a difendersi. Monarch porta Venture fuori quando Hatred decide di usare il raggio per ingigantire Venture. Il peso di Venture si rivela eccessivo per il Butter-Glider e il corpo e l'aliante si schiantano a terra. Un Monarch stordito si siede accanto al suo aliante distrutto, chiedendosi cosa sia successo. In seguito, con Venture tornato alla sua taglia normale, si scopre che Brock, Hank e Dean sono ancora intrappolati nel suo corpo.

## Pomp and Circuitry
- Titolo originale: Pomp and Circuitry
- Scritto da: Jackson Publick

### Trama
Una mattina, Hank e Dean sono sorpresi di scoprire che si sono ufficialmente diplomati grazie ai loro "letti di apprendimento", tuttavia il diploma di Hank non viene dispensato. Il Dott. Venture porta Dean alla State University per vedere il campus e scopre che l'unico motivo per cui ha ricevuto risposta è perché il preside pensava che Venture fosse suo fratello Jonas, Jr. Altrove, Phantom Limb fugge dai sotterranei del Sindacato per cercare Richard Impossible, ora depresso dopo che Sally lo ha lasciato, e lo incarica di portarlo alla State University in modo che possa recuperare il suo vecchio macchinario per il ripristino degli arti. Tornato al complesso, Hank tenta di unirsi alla S.P.H.I.N.X. mentre Brock è in missione. Successivamente, Brock riesce a dire a Hank che la S.P.H.I.N.X. ammette solo i diplomati delle scuole superiori, tuttavia il letto di apprendimento fa uscire il suo diploma precedentemente inceppato. Entusiasta di potersi unire alla S.P.H.I.N.X., Brock ferma nuovamente i sogni del ragazzo quando rivela che deve avere 18 anni.

## Any Which Way But Zeus
- Titolo originale: Any Which Way But Zeus
- Scritto da: Doc Hammer

### Trama
I super-scienziati e i supercriminali di tutto il mondo sono stati rapiti da una strana forza che si fa chiamare Zeus. Zeus, con l'aiuto del suo subordinato Zero, inizia una serie di battaglie tra gli uomini rapiti, che includono Scagnozzo 21, Pete White, Billy e il maggiordomo del Capitano Sunshine, Desmond. Tuttavia, 21 inizia a sospettare che stia succedendo qualcosa. I restanti membri dell'O.S.I., la S.P.H.I.N.X., il Sindacato delle Cattive Intenzioni, la neonata Società della Vendetta e altri criminali indipendenti si riuniscono in un think tank segreto per risolvere il mistero di Zeus e iniziano a ipotizzare che sia un essere superpotente con poteri basati sulla luce. Dragoon rivela che potrebbe essere il Capitano Sunshine. Durante la battaglia si presuppone che in realtà sia Scagnozzo 1, che in precedenza 21 pensava fosse morto. 21 sconfigge facilmente Zero e viene trovata la posizione dei compagni rapiti. Altrove, il Dott. Venture ha atteso il proprio rapimento da parte di Zeus, tuttavia si scoraggia quando non ne viene fuori nulla.

## Everybody Comes to Hank's
- Titolo originale: Everybody Comes to Hank's
- Scritto da: Doc Hammer

### Trama
Con Dean a New York per uno stage estivo, Hank è costretto da suo padre a trovare un lavoro e apre un'attività in cui rivende gli oggetti che trova in casa a prezzi gonfiati. Dermott, che lavora per Hank, si rende conto che non ha portato sua sorella, tuttavia Hank sente che c'è un mistero in corso e va in un'indagine in solitaria. Alchemist è incuriosito dal personaggio da detective di film noir di Hank, in particolare dopo che ha parlato dolcemente con la sorella di Dermott, e decide di aiutarlo a determinare se Brock è il padre di Dermott. Nonostante le loro indagini, Brock nega di avere avuto un rapporto sessuale con la madre di Dermott. Deluso, Hank cerca di parlare con Dermott ma trova invece Nicki che, dopo essere rimasta attratta da lui, hanno un rapporto intimo. Alchemist e il Dott. Orpheus eseguono un incantesimo di psicometria sul portachiavi di Brock e scoprono la verità: la madre di Dermott è in realtà sua sorella Nicki e suo padre non è altro che il Dott. Venture. Viene rivelato quindi che il Dott. Venture e Nicki hanno avuto un rapporto quando allora era il presidente di un fan club, credendo che avesse almeno 18 anni, tuttavia la lasciò incinta a 15 anni. La madre di Nicki minaccia Venture di non tornare mai più, quindi calma Nicki, promettendo che cresceranno bene suo figlio. Orpheus e Alchemist sono inorriditi dagli eventi e quest'ultimo decide di non dirlo a Hank, che ora è radioso dopo aver perso la verginità con Nicki. Tuttavia prende il portachiavi e tramite l'essenza magica, vede tutto l'accaduto. Per il suo bene, ha deciso di cancellarsi i ricordi delle ultime ore, inclusa la sua verginità perduta, tuttavia prima di sottoporsi alla procedura, registra un messaggio a se stesso rivelando i minimi dettagli di ciò che è accaduto. Dean torna finalmente dal suo tirocinio, quando un uomo somigliante al padre ma con una folta chioma appare da un portale nella loro camera da letto.

## Bright Lights, Dean City
- Titolo originale: Bright Lights, Dean City
- Scritto da: Jackson Publick

### Trama
Dean ha la possibilità di fare tirocinio alle Impossible Industries, recentemente ridimensionate ora che il Professor Impossible si è unito alla Società della Vendetta di Phantom Limb insieme al barone Ünterbeit. Dean, tuttavia, vuole semplicemente diventare un giornalista piuttosto che uno scienziato, mentre il Dott. Venture arriva a New York per tentare di raggiungere il successo con un nuovo spettacolo di Broadway basato sulla sua vita. Phantom Limb inizia a reclutare altri membri nella Società della Vendetta, finché Impossible non gli mostra Cody tenuto in un'atmosfera ossigenata per fornire energia all'intero edificio. Phantom Limb rivela quindi il suo piano diabolico per fermare Monarch, Dott. Girlfriend, Scagnozzo 21 e il Dott. Venture, suggerendo che Tim-Tom e Kevin sono effettivamente alle sue dipendenze. Il Dott. Venture decide di passare più tempo con Dean e attira l'attenzione della Società della Vendetta che cerca di eliminarlo, col risultato che viene salvato da un supereroe a tema ragno chiamato Vedova Marrone. Dean alla fine scopre i cattivi e Impossible gli assicura che sta gestendo un servizio di riabilitazione per loro. Dean aiuta a coordinare i colloqui di Impossible per i nuovi candidati, con Fat Chance, un supercriminale con un portale nel petto, e il duo di Ladyhawk e Lyndon Bee Johnson, separati da una maledizione che rende lui un'ape di giorno e lei un falco di notte, come nuovi membri. Quella notte, Dean scopre che suo padre ha bloccato l'accesso al bagno con il suo tentativo di trasformare il musical in un numero di pattini a rotelle, mentre Ünterbeit trova una copia della sceneggiatura di Rusty. Dean si sente oppresso quando Vedova Marrone viene a tirarlo su di morale, finché non diventa più interessato a cantare il numero musicale di Rusty. Il giorno successivo, Dean scrive la sua lettera di dimissioni, avendo deciso che preferirebbe diventare un giornalista piuttosto che un super scienziato come suo padre. Nel frattempo, Rusty viene attirato alla Impossitower da Fat Chance, che finge di essere un agente interessato alla sua sceneggiatura. La Società della Vendetta mette alle strette Rusty fino a quando Dean non libera accidentalmente Cody. Nella confusione, Fat Chance cade su Rusty, mandandolo nello strano portale nel suo stomaco. Il Dott. Venture si è ritrovato quindi costretto a trovare una strada tra le varie dimensioni.
- Note: l'episodio risolve il cliffhanger alla conclusione dell'episodio precedente Everybody Comes to Hank's.

## Assisted Suicide
- Titolo originale: Assisted Suicide
- Scritto da: Doc Hammer

### Trama
Quando Brock scopre che il Dott. Venture è nella sua macchina, tentando di suicidarsi per avvelenamento da monossido di carbonio, Brock rivela di essersi convertito all'auto elettrica. Tuttavia, il gruppo si rende conto che Rusty non sta agendo da solo e Orpheus scopre che qualcun altro sta controllando il corpo del Dott. Venture. Altrove, Monarch sta sperimentando un nuovo dispositivo. Orpheus si prepara a un progetto per liberare il Dott. Venture, tuttavia falliscono nel tentativo. Quando Orpheus riesce ad entrare con successo nella mente del Dott. Venture, trovano Billy e Pete White come le personificazioni freudiane di Eros e Tanato e scoprono che devono navigare attraverso l'identità, l'ego e il "super ego" di Rusty. Tuttavia, quando trovano i sensi di colpa di Rusty su tutte le morti di Hank e Dean, questi sopraffanno Monarch che in realtà stava controllando il Dott. Venture.

## The Silent Partners
- Titolo originale: The Silent Partners
- Scritto da: Doc Hammer

### Trama
Billy Quizboy ha iniziato a lavorare in un ospedale con il nome di Dott. Phil Donahue ed è lodato come un abile chirurgo, tuttavia gli mancano gli attestati di ciò che afferma. Preoccupato, entra nella stanza di un paziente e trova il Re Gorilla apparentemente ucciso da misteriose persone che in precedenza avevano pagato alla Conjectural Technologies un sostanzioso pagamento. Billy torna a casa e riferisce che devono restituire i soldi, tuttavia Pete White lo rassicura finché non tornano le stesse persone per rapire Billy. Pete chiede aiuto alla S.P.H.I.N.X., quando questi ultimi si rendono conto di essere stati contattati dagli Investitori, un misterioso gruppo che ha ucciso tutte le persone con cui sono entrati in contatto. Brock e Shore Leave rintracciano la posizione degli Investitori nel mezzo dell'Oceano Atlantico e si fanno aiutare dall'ex Capitano Pirata nella sua barca per portarli sul posto, mentre J.J. ha usato parti dell'X-2 per costruire il Gargantua 2. Billy si ritrova con Monstroso, il quale ha stretto un accordo con gli Investitori secondo cui Billy sarebbe diventato immortale. Mentre Billy crede che diventerà un vampiro, tutti scoprono che anche Monstroso è imparentato con gli Investitori. Il giorno seguente, Billy viene informato che ha avuto un rapporto con delle prostitute mentre Monstroso afferma che la sua immortalità lo porterà a diventare un chirurgo di fama mondiale per aver eseguito un trapianto di cuore salvavita su di lui usando il cuore di Re Gorilla e ricevendo anche le credenziali necessarie per lavorare come un vero chirurgo. Brock e Shore Leave trovano la barca di Monstroso e gli Investitori. Brock rintraccia Monstroso e riescono a trovare Billy.

## Operation: P.R.O.M.
- Titolo originale: Operation: P.R.O.M.
- Scritto da: Doc Hammer e Jackson Publick

### Trama
Il Dott. Venture, Brock, Hatred, Pete, Billy, Orpheus, Jefferson e Alchemist decidono di organizzare un ballo di fine anno per Dean e Hank, in occasione della loro "laurea". Durante gli eventi, 21 entra nel Venture Compound per seppellire il cranio di 24, poiché crede che il suo fantasma debba essere messo a tacere, tuttavia viene sottomesso dagli uomini della S.P.H.I.N.X.. 21 scopre il corpo di Monstroso, la cui scomparsa ha sconvolto il Sindacato delle Cattive Intenzioni, mentre Shore Leave rivela di aver creato una serie di falsi corpi di Monstroso per cercare di negoziare un accordo con l'O.S.I. per rimuoverli dall'elenco dei combattenti nemici. Gli uomini di Monstroso attaccano il complesso e durante l'assalto, 21 viene arruolato per unirsi alla S.P.H.I.N.X.. Brock sta portando Hank e Dean ai loro appuntamenti, con Dean che deve incontrare Triana. Tuttavia, Triana ha iniziato a frequentare un tale di nome Raven e Dean diventa geloso. Nel frattempo, Hank non riesce ad avere un appuntamento con la postina della famiglia, così come i gemelli Quymn, tuttavia trovano Dermott e si unisce a loro. Hunter Gathers e Mile High vanno al quartier generale di volo dell'OSI per negoziare, dovendo lottare con il generale Treister per farlo. Dopo aver vinto, Gathers informa Treister che crede che ci siano delle spie del Sindacato nell'O.S.I., prima che Treister inizi ad avere convulsioni e Signor Doe e Signor Cardholder entrino per sottometterlo. Gathers viene messo fuori combattimento e quando si sveglia trova l'ufficio distrutto e Treister intrappolato, rivelando che crede di essere diventato un "Hulk" dopo la chemioterapia sperimentale a raggi gamma per curare il suo cancro ai testicoli.
Al ballo di fine anno, il Dott. Venture ha assunto un gruppo di prostitute per servire come altri membri del gruppo. Mentre Alchemist inizia a rendersi conto che potrebbe conoscere Shore Leave, Dean diventa sempre più geloso di Raven prima di far arrabbiare Triana e farla andare via. Brock ha in programma di portare una delle prostitute nel quartier generale della S.P.H.I.N.X., tuttavia viene tranquillizzato da Molotov Cocktease, travestito da agente S.P.H.I.N.X.. Monarch scopre che Tim-Tom e Kevin hanno manipolato la mente di 21, credendo che quest'ultimo si sia infiltrato nel Venture Compound. Lui e Dott, Girlfriend si dirigono lì per compilare alcune ultime scartoffie con il Dott. Venture, tuttavia vengono fermati da Hatred. Incontrano separatamente la Principessa Piccolo Piede, la quale rivela che l'unico motivo per cui ha lasciato Hatred era perché non avrebbe assecondato il suo feticcio per il masochismo. Shore Leave rivela finalmente ad Alchemist che erano usciti insieme, tuttavia ha dovuto cancellare i suoi ricordi dopo che era diventato troppo appiccicoso, provocando la loro rottura. Dopo aver eseguito la loro canzone Jacket, Dermott e Hank decidono di aiutare Dean a riconquistare Triana e lasciare il ballo di fine anno. Brock insegue Molotov Cocktease mentre cerca di scappare in una limousine con Monstroso privo di sensi. Dopo un inseguimento ad alta velocità, la limousine finisce per penzolare oltre il bordo di una scogliera, con Brock a impedirle di cadere. Molotov rivela di essere innamorata di Monstroso, che i suoi assassini sono travestiti da prostitute al ballo di fine anno e che uccideranno tutti gli amici di Brock se Molotov non li chiamerà entro mezzanotte. Brock cerca di catturare Molotov, ma lei lo costringe a lasciare andare la limousine, apparentemente cadendo dalla scogliera con Monstroso in coma. Brock torna di corsa al ballo di fine anno solo per scoprire che gli assassini non hanno ancora attaccato i Venture ei loro amici. Tuttavia, le donne mutano presto in creature volanti a causa della sostanza chimica di una mosca spagnola, lasciando che Brock le uccida comunque. Il generale Treister continua a parlare con Gathers, rivelando di più sulla sua malattia. Quando sono soli con Signor Doe e Signor Cardholder, i due rivelano a Gathers che sono le talpe del Sindacato e lo imprigionano nella cella mentre vanno a recuperare il corpo di Monstroso. Treister lo salva e dice che anche la S.P.H.I.N.X. ha delle talpe, con Monstroso che serviva da esca nella S.P.H.I.N.X. per tenere Mile High e O.S.I. operativi. Treister ripristina quindi la posizione di Gathers nell'O.S.I. e lo mette al comando, rivelando che ha deciso di andare nello spazio per trovare una società aliena che lo curerà dal suo cancro. A casa dell'Outrider, Hank e Dermott hanno aiutato Dean a creare una serie di lettere con la scritta "TRIANA", mentre Dean, credendo di dover sembrare inquietante per riaverla, indossa un costume da "fantasma". Hanno dato fuoco alle lettere per impressionarla, tuttavia Dermott rivela di aver avuto abbastanza benzina da far bruciare la T abbastanza a lungo da far sembrare Dean un membro del Ku Klux Klan mentre brucia una croce sul prato dell'Outrider. L'Outrider esce per attaccarlo, tuttavia si rende conto che è Dean e cerca di dirgli che ha bisogno di andare avanti se ama davvero Triana, a cui Dean risponde ineducatamente.